# Ramon Aleix i Batlle
Ramon Aleix i Batlle (Barcelone, 1784 - Barcelone, 1850) est un prêtre, maître de chapelle, compositeur et organiste catalan.
Il a étudié la composition à Barcelone avec Francesc Andreví. Il a eu une vocation religieuse et a été ordonné prêtre. De 1819 jusqu'à sa mort, il a été maître de chapelle de Santa Maria del Mar à Barcelone. Il a eu pour élève Joan Nin i Serra. Il a composé beaucoup d'œuvres liturgiques pour l'usage de la chapelle. Sa production comprend l'oratorio La passió de Jesucrist, quatre messes et le drame sacré La presentació de Nostre Senyor.